# Liste der Bezirksapostel der Neuapostolischen Kirche
Liste der aktuell beauftragten Bezirksapostel der Neuapostolischen Kirche und deren territoriale Zuständigkeitsbereiche (Bezirksapostelbereich, kurz BAB), gegliedert nach Kontinent bzw. Weltregion.
Die Jahreszahlen in Klammern geben das Jahr der Ordination bzw. Beauftragung an. Zusätzlich werden die aktuell als Bezirksapostelhelfer ernannten Apostel (inklusive Jahr der Ernennung) aufgelistet.

## Europa
- Thomas Deubel (2024): BAB Schweiz (Schweiz sowie Andorra, Bulgarien, Gibraltar, Italien, Kuba, Liechtenstein, Moldawien, Österreich, Rumänien, San Marino, Slowakei, Slowenien, Spanien, Tschechien und Ungarn)[1][2]
- Michael Ehrich (2006): BAB Süddeutschland (Süddeutschland sowie u. a. Bosnien-Herzegowina, Gabun, Ghana, Kamerun, Liberia, Mazedonien, Montenegro, Nigeria, Serbien, Somalia, Ukraine)[3]
- Stefan Pöschel (2024): BAB Westdeutschland (Westdeutschland sowie Albanien, Angola, Afghanistan, Armenien, Aserbaidschan, Französisch-Guinea, Georgien, Guadeloupe, Kapverdische Inseln, Kosovo, Lettland, Litauen, Martinique, Niederlande, Osttimor, Portugal, Sao Tomé und Principé.[4] Von der ehemaligen Gebietskirche Hessen/Rheinland-Pfalz/Saarland kamen noch Frankreich, Algerien, Ägypten, Belgien, Griechenland, Irak, Iran, Jordanien, Libanon, Luxemburg, Mali, Niger, Saudi-Arabien, Syrien, Türkei, Tunesien, Zypern hinzu.)[5]
- Rüdiger Krause (2010): BAB Nord- und Ostdeutschland (Nord- und Ostdeutschland sowie Andamanen, Dänemark, Estland, Finnland, Grönland, Island, Indien (Kerala), Kasachstan, Kirgisistan, Lakkadiven, Libyen, Malediven, Mongolei, Nikobaren, Norwegen, Polen, Republik Irland,  Russland, Schweden, Slowakei, Sudan, Tadschikistan, Turkmenistan, Usbekistan, Vereinigtes Königreich von Großbritannien und Nordirland, Belarus)[6]

## Nordamerika
- John Schnabel (2023): BAB USA (USA sowie Amerikanisch-Samoa, Barbados, Dominica, Ecuador, Guam, Guyana, Haiti, Kolumbien, Marshall-Inseln, Mexiko, Mikronesien, Peru, Sansibar, St. Kitts & Nevis, St. Lucia, St. Vincent, Venezuela)[7]
- Mark Woll (2010): BAB Kanada (Kanada sowie Bangladesch, Demokratische Republik Kongo, Indien, Jamaika, Kambodscha, Nepal, Pakistan, Republik Kongo, Ruanda, Sri Lanka, Tschad, Zentralafrikanische Republik)[8]

## Südamerika
- Enrique Eduardo Minio (2015): BAB Südamerika (darunter Argentinien, Bolivien, Brasilien, Chile, Paraguay und Uruguay)

## Australien / Ozeanien
- Peter Schulte (2018): BAB Westpazifik (darunter Australien, Neuseeland, Papua-Neuguinea, Südliche Pazifikinseln einschließlich Cookinseln, Fidschi, Kiribati, Nauru, Niue-Inseln, Norfolk-Inseln, Salomonen, Tokelau, Tonga, Tuvalu, Vanuatu, Weihnachts- und Kokos-Inseln, Hongkong, Korea, Japan, Macau und Taiwan)[9]

## Asien
- Edy Isnugroho (2018): BAB Südostasien (unter anderem Brunei, China, Indonesien, Laos, Malaysia, Myanmar, Palau, Philippinen, Sabah, Sarawak, Singapur, Thailand, Vietnam)[10]

## Afrika
- Joseph Opemba Ekhuya (2015): BAB Ostafrika (Kenia, Tansania und Uganda)[11]
- Peter Lambert (2023): BAB Afrika Süd (Botswana, Falkland-Inseln, Lesotho, Madagaskar, Mauritius, Mayotte, Mosambik, Namibia, Réunion, Seychellen, St. Helena, Swasiland und Südafrika)[12]
- Kububa Soko (2019): BAB Sambia (Sambia, Malawi, Simbabwe)[13]
- Elie Tatien Mukinda Mudinganyi (2025) BAB Demokratische Republik Kongo-West[14]
- Tshitshi Tshisekedi (2013) BAB Demokratische Republik Kongo Südost und Burundi[15]

## Bezirksapostelhelfer
Unter Bezirksapostelhelfer wird kein geistliches Amt verstanden. Ein Apostel wird zum Helfer ernannt um seinen leitenden Apostel (Bezirksapostel) zu unterstützen. In der Regel ist der Helfer auch Stellvertreter des Bezirksapostels in dem ihm zugewiesenen Bereich und dafür verantwortlich, die Einheit der anvertrauten Apostel zu erhalten. Er übernimmt im Auftrag seines Bezirksapostels Handlungen und administrative Aufgaben. Seit einigen Jahren wird, durch einen dem Ruhestand nahen Bezirksapostel, ein Helfer ernannt, um die Nachfolge in einer Gebietskirche frühzeitig zu regeln und die Möglichkeit zur Einarbeitung und des Kennenlernens zu gewähren.
Derzeit gibt es weltweit neun aktive Bezirksapostelhelfer:
- Mandla Patrick Mkhwanazi (Bezirksapostel Peter Lambert | ehem. Bezirksapostel für Südostafrika[16] (Amtsverzicht), seit Dezember 2016 wirkt er als Bezirksapostelhelfer für Afrika-Süd)
- Frank Dzur (Bezirksapostel Mark Woll | Kanada, Bangladesch, Republik Kongo, Pakistan, Tschad, Ruanda, Zentralafrikanische Republik)
- David Garlapati Devaraj (Bezirksapostel Mark Woll | Indien)
- João Uanuque Misselo (Bezirksapostel Stefan Pöschel | Angola)[17]
- Arnold Ndakondwa Mhango (Bezirksapostel Kububa Soko | Malawi, Simbabwe)[18]
- Robert M. Nsamba (Bezirksapostel Kububa Soko | Sambia (Ost, Nord, Luapula, Central, Lusaka, Southern Provinces, Sesheke))
- Arnaud Martig (Bezirksapostel Mark Woll | BAB Kanada)
- Herman Ernst Guigou (Bezirksapostel Enrique Eduardo Minio | BAB Südamerika)
- Martin Rheinberger (Bezirksapostel Michael Ehrich | BAB Süddeutschland)[19]
- ab 17. August 2025 David Heynes (Bezirksapostel Rüdiger Krause | BAB Nord-Ostdeutschland)[20]

## Trivia
- Seit dem 23. Dezember 2012 leitete Bezirksapostel Bernd Koberstein (Hessen/Rheinland-Pfalz/Saarland) ebenfalls die Gebietskirche Frankreich, da sein Vorgänger, Bezirksapostel Jean-Luc Schneider am 19. Mai 2013 das Stammapostelamt empfangen hatte.[21] Nach der Ruhesetzung des Bezirksapostels Koberstein im Februar 2018, übernahm Rainer Storck, Kirchenpräsident der Neuapostolischen Kirche Westdeutschland diesen Bereich zusätzlich.

- Durch den Ruhestand des Bezirksapostel Wilfried Klingler am 19. Juni 2016 wurden die beiden bisher eigenständigen Gebietskirchen Mitteldeutschland und Norddeutschland zur neuen Gebietskirche Nord- und Ostdeutschland zusammengefasst. Die Leitung übernahm der bisher für den Norden zuständige Bezirksapostel Rüdiger Krause.

- Am 1. Januar 2018 wurden die beiden Gebietskirchen Nordrhein-Westfalen und Hessen/Rheinland-Pfalz/Saarland zur neuen Gebietskirche Westdeutschland zusammengeführt. Somit waren im neuen Bereich bis zur Ruhesetzung von Bezirksapostel Bernd Koberstein Ende Februar 2018 für kurze Zeit zwei Bezirksapostel tätig. Danach übernahm Bezirksapostel Rainer Storck die Leitung der gesamten Gebietskirche.
- Mit Pfingsten 2019 änderte sich die Ämterhierarchie innerhalb der Neuapostolischen Kirche. Seither wird der Fokus mehr auf die drei Amtsstufen Diakonenamt, Priesteramt und Apostelamt gelegt. Neben dem Wegfall untergeordneter Ämter werden innerhalb dieser Hierarchie angesiedelte, weitere Leitungsfunktionen zukünftig nicht mehr durch die Ordination übertragen. Es werden nun weiterhin die Beauftragung zur Leitung einer untergegliederten Struktureinheit sowie die Ernennung in eine Hilfsfunktion unterschieden. Dies trifft im Apostelkreis zukünftig insbesondere dann zu, wenn ein Apostel zur Leitung einer Region beauftragt wird (Bezirksapostel) oder zur Unterstützung des bestehenden Leiters zum Helfer ernannt wird (Bezirksapostelhelfer, Stammapostelhelfer, Lead Apostle). Die Ordination ins Apostel- und ins Stammapostelamt bleiben davon unberührt, da hier unterschiedliche geistliche Vollmachten wirken.
- Am 22. Mai 2022 wurde Bezirksapostel Wolfgang Nadolny nach 45-jähriger Amtstätigkeit durch Stammapostel Schneider in den Ruhestand versetzt. Zeitgleich wurde die Gebietskirche Berlin-Brandenburg in die Gebietskirche Nord- und Ostdeutschland intrigiert. Die Leitung wurde Bezirksapostel Rüdiger Krause übertragen, der von Apostel Helge Mutschler als Bezirksapostelhelfer unterstützt worden ist, bis Letzterer an Pfingsten 2025 zum Stammapostelhelfer ernannt wurde.[22][23]